# Braidwood
Braidwood és una població dels Estats Units a l'estat d'Illinois. Segons el cens del 2000 tenia 5.203 habitants.

## Demografia
Segons el cens del 2000, Braidwood tenia 5.203 habitants, 1.843 habitatges, i 1.422 famílies. La densitat de població era de 433,9 habitants/km².
Dels 1.843 habitatges en un 39,8% hi vivien nens de menys de 18 anys, en un 62,3% hi vivien parelles casades, en un 9,5% dones solteres, i en un 22,8% no eren unitats familiars. En el 18,5% dels habitatges hi vivien persones soles el 6,2% de les quals corresponia a persones de 65 anys o més que vivien soles. El nombre mitjà de persones vivint en cada habitatge era de 2,81 i el nombre mitjà de persones que vivien en cada família era de 3,2.
Per edats la població es repartia de la següent manera: un 29,5% tenia menys de 18 anys, un 8,6% entre 18 i 24, un 32,2% entre 25 i 44, un 20,9% de 45 a 60 i un 8,8% 65 anys o més.
L'edat mediana era de 34 anys. Per cada 100 dones de 18 o més anys hi havia 98,4 homes.
Cap de les famílies estaven per davall del llindar de pobresa.

## Poblacions més properes
El següent diagrama mostra les poblacions més properes.